# Монтеджордано
Монтеджордано (итал. Montegiordano) — коммуна в Италии, располагается в регионе Калабрия, подчиняется административному центру Козенца.
Население составляет 2125 человек, плотность населения составляет 61 чел./км². Занимает площадь 35 км². Почтовый индекс — 87070. Телефонный код — 0981.